# Cathleen Naundorf
Cathleen Naundorf (* 13. April 1968 in Weißenfels) ist eine zeitgenössische Künstlerin und Fotografin. Sie lebt in London und Paris.

## Leben
Geboren in Weißenfels, siedelte Naundorf 1985 von der DDR in die Bundesrepublik Deutschland über. Von 1990 bis 1992 studierte sie in München an der Städtischen Fachoberschule für Gestaltung mit den Schwerpunkten Grafik, Malerei und Fotografie.
Ab 1990 assistierte Naundorf in international ausgerichteten Fotostudios in München, Berlin, Paris, New York City und Singapur.
In den frühen 1990er Jahren reiste sie im Auftrag von Verlagen als Reportagefotografin.
Ab 1989 konzentrierte Naundorf ihr kreatives Interesse und als Artdirectorin auf Modefotografie, wobei sie für ihre Projekte zwischen New York und Paris pendelte.
1998 ließ sie sich dauerhaft in Paris nieder, 2015 eröffnete sie ein zweites Studio in London.

## Fotografie
Naundorfs frühe Arbeit als Reportagefotografin konzentrierte sich auf ethnische Gruppen in Zentralasien, Ostasien und Südamerika. Sie lebte und arbeitete mit indigene Völkern wie den Yanomami, Mongolen, Kazachen im Altai, und den Schamanen in Sacha, Sibirien. Ihre Fotografien wurden in National Geographic, GEO und Globo publiziert.
Ende der 1980er Jahre begegnete Naundorf in New York dem Modofotografen Horst P. Horst, welcher ihr Mentor wurde. 1997 begann sie für Condé Nast Backstage Modenschauen in Paris zu fotografieren. 2004 bis 2022 arbeitete sie an einer Fotoserie mit dem Arbeitstitel Un rêve de mode, in der sie sich auf Haute Couture von Modehäusern wie Dior, Chanel, Valentino, Gaultier, Elie Saab und Armani fokussierte.
Eine Zusammenarbeit mit der Réunion des musées nationaux et du Grand Palais des Champs-Élysées RMN führte zu Fotoserien im Grand Palais, dem Muséum national d’histoire naturelle MNHN und dem Schloss Malmaison. In diesen Arbeiten verbindet Naundorf französische historische Architektur mit aktueller Pariser Haute Couture. Ab 2010 arbeitete sie eng mit dem Musée Rodin in Paris und dem Musée Rodin de Meudon in Meudon zusammen.
Naundorf hat mehrmals mit dem Interieur-Designer Didier Gomez und dem Hotel Sofitel Paris zusammengearbeitet,. als auch mit Pariser Juwelieren. Seit 2012 arbeitet Naundorf mit Valentino Garavani an verschiedenen Projekten wie An italian story - Au Chateau de Wideville, und die Kampagne für Valentinos Somerset House Ausstellung Valentino: Master of Couture. 2014 folgten Projekte mit dem Victoria & Albert Museum, wie für die Ausstellung Horst - Photographer of Style.
Seit 2000 arbeitet Naundorf unter anderem für Vogue, Tatler, Harper’s Bazaar.
Fotoarbeiten aus ihrer Zusammenarbeit mit Modehäuser wie Dior, Valentino, Chanel und Armani wurden 2012 in dem Fotobuch Haute Couture. The Polaroids of Cathleen Naundorf publiziert.
Der Bildband Singular beauty – Chanel Haute Couture by Cathleen Naundorf zeigt die Fotoarbeiten aus ihrer über 15-jährigen Zusammenarbeit mit dem Modehaus Chanel.
2016 gewann sie den American Photography Award.
2018 hat das Museum Fotografiska, Stockholm, unter dem Titel Secret Times 100 großformatige Fotografien, private Tagebücher und Bühnenbilder ihrer Fotoinszenierungen ausgestellt.
Ihre Fotografien befinden sich unter anderem in den Sammlungen vom Metropolitan Museum of Art in New York, dem Victoria and Albert Museum, London. und dem Musée Rodin, Paris.

## Ausstellungen
Einzelausstellungen (Auswahl)

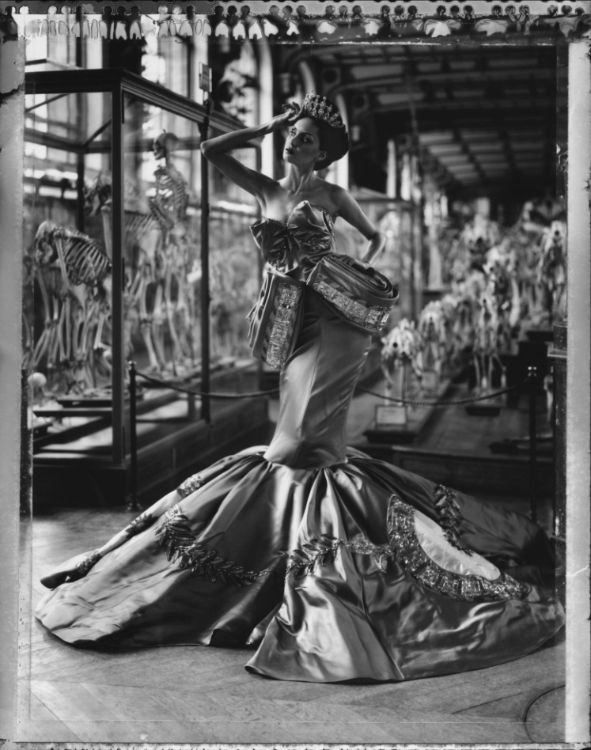
Cathleen Naundorf: The Evolution of Fashion I, (Dior)

- Secret times - Cathleen Naundorf. Fotografiska, Stockholm, 2018
- The Crying Game - Cathleen Naundorf. Izzy Gallery, Toronto, 2018
- Cathleen Naundorf. Edwynn Houk Gallery, New York, 2016
- Cathleen Naundorf: Noah’s ark. Hamiltons Gallery, London, 2015
- Cathleen Naundorf. Edwynn Houk Gallery, Zürich, 2015
- Cathleen Naundorf - Haute Couture. Fahey Klein Gallery, Los Angeles, 2014
- The Polaroids of Cathleen Naundorf. Holden Luntz Gallery, Palm Beach, 2014
- Un rêve de mode - Cathleen Naundorf. Hamiltons Gallery, London 2012
- Fotografie Cahtleen Naundorf. Museum Weissenfels, 2011
- Cathleen Naundorf. Art + Fashion. Museum im Kleihues-Bau, Kornwestheim, 2010

Gruppenausstellungen (Auswahl)
- Like a fresco. Yves Klein, Anish Kapoor, Cathleen Naundorf, Ellen von Unwerth. Opera Gallery Beirut, 2020
- Fashion Photography. Peter Lindbergh, Erwin Olaf, Cathleen Naundorf, Paolo Roversi, Albert Watson. Izzy Gallery, Toronto, 2017
- Allure. Richard Avedon, Lillian Bassman, Horst P. Horst, Sarah Moon, Cathleen Naundorf, Helmut Newton, Erwin Olaf, Paolo Roversi. C/O Berlin, 2016
- Fine Art Photography. Richard Avedon, Peter Beard, Cathleen Naundorf, Irving Penn. Izzy Gallery, Toronto, 2015
- Augenblicke der Photographie. Nick Brandt, Horst P. Horst, Annie Leibovitz, Cathleen Naundorf, Helmut Newton, Irvin Penn, Jeanloup Sieff. Neumeister/Bernheimer, München, 2011
- The architecture of fashion – three generations of fashion photography, George Honingen–Huene, Horst P. Horst, Cathleen Naundorf. Holden Luntz Gallery, Palm Beach, 2010
- Gazing at Beauty. George Honingen-Huene, Horst P. Horst, Cathleen Naundorf, Herb Ritts, Melvin Sokolsky. Holden Luntz Gallery, Palm Beach, 2009
- Fashion is big. Patrick Demarchelier, George Honingen-Huene, Frank Horvat, Horst P. Horst, William Klein, Cathleen Naundorf, Herb Ritts, Albert Watson. Holden Luntz Gallery, Palm Beach, 2008
- Mujeres en plural. Bill Brandt, Robert Frank, Cathleen Naundorf, Irving Penn, Man Ray, Fundacion Canal, Madrid, 2008

## Buchpublikationen
- Cathleen Naundorf, Matthias Harder: Haute Couture. The Polaroids of Cathleen Naundorf. Hrsg.: Ira Stehmann. Prestel, New York, München 2012, ISBN 978-3-7913-5155-1.
- Cathleen Naundorf, Jérôme Neutres: Women of Singular Beauty: Chanel Haute Couture by Cathleen Naundorf. Rizzoli, New York 2018, ISBN 978-0-8478-6348-8.
- Cathleen Naundorf, Jérôme Neutres: Beauté singulière: Chanel haute couture par Cathleen Naundorf. Rizzoli, New York 2018, ISBN 978-0-8478-6205-4.